# 一ノ関史郎
一ノ関 史郎（いちのせき しろう、1944年1月24日 - ）は、日本の重量挙げ選手。1964年東京オリンピック銅メダリスト。

## 来歴
1944年1月24日、秋田県南秋田郡八郎潟町出身。中学生の頃に重量挙げを始める。秋田短期大学附属高等学校（現・ノースアジア大学明桜高等学校）3年時にインターハイ優勝、秋田国体少年の部にて準優勝。法政大学に進学し、3年生の時に行われた1964年東京オリンピックにバンタム級の代表として出場。日本勢のメダル第1号となる銅メダルを獲得する。
大学卒業後は秋田県の職員となり、1968年メキシコオリンピック出場。しかし直前の練習中に腰を痛め、その影響から5位に終わる。
現役引退後は書道家となり、雅号「清山」を名乗る。2006年には読売書法展にて入選。